# 桜隊

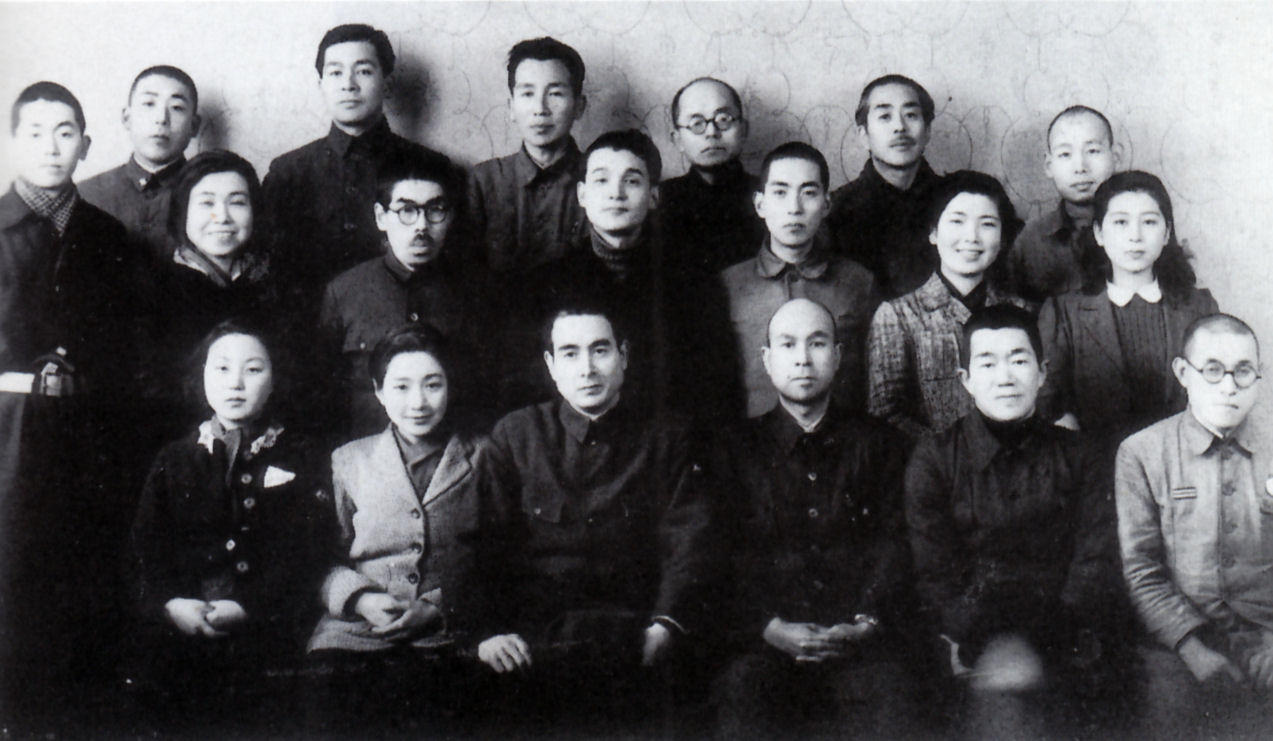
桜隊のメンバー（1945年1月、富士フイルム足利工場公演での記念撮影にて） / 前列左より島木つや子、園井恵子、永田靖、一人おいて丸山定夫。中列左より仲みどり、八田元夫、多々良純、池田生二、利根春江、江守純子。後列左より高山象三、一人おいて鉄一郎、遠山義雄、水谷三重三、土方浩平（太字は被爆死した人物）。

桜隊（さくらたい、旧字体：櫻隊）は、かつて存在した日本の劇団。原爆の被害を受けた唯一の職業劇団とされる。
本項では桜隊の前身である苦楽座についても述べる。
※以下文中での隊の名称は、記事名と同じ常用漢字体の「桜隊」で表記する。

## 概要
前身は、薄田研二、徳川夢声、丸山定夫、藤原釜足により結成された苦楽座。旗揚げ公演以降、各地での巡回公演に取り組む。苦楽座解散後、桜隊として、日本移動演劇連盟に組み込まれ、地方への慰問巡演活動をはじめる。劇団の地方疎開に際して、広島に15人が疎開。中国地方の慰問公演を受け持つ。原爆投下により、広島市内の宿舎兼事務所にいた丸山定夫ら9人は8月下旬までに全員が死亡した。応召、出産など様々な理由で広島への疎開に不参加または広島を離れていたメンバー多々良純、佐野浅夫、千石規子、利根はる恵、永田靖、池田生二、槙村浩吉らが難を逃れた。
2012年12月27日に千石が老衰で死去。2022年6月28日には佐野が老衰で死去。佐野の死去をもって旧『苦楽座』から続く『桜隊』のメンバー全員がこの世を去った。

## 沿革

### 苦楽座時代
- 1942年、苦楽座結成。文学座の『富島松五郎伝』（国民新劇場、5月6日から5月21日まで、原作：岩下俊作、脚色：森本薫、演出：里見弴）[3]に丸山定夫が無法松役で客演。文学座研究生だった丹阿弥谷津子も出演[4]。
- 1942年12月3日、園井恵子も参加して『玄関風呂』（尾崎一雄作）、『見知らぬ人』（真船豊作）[5]などの演目で旗揚げ公演。原泉[要出典]や望月優子もこの公演に客演していた[6]。地方への慰問巡演活動をはじめる。
- 1943年、園井恵子が映画『無法松の一生』に出演[7]。10月28日公開。
- 1944年、苦楽座として、『無法松の一生』を園井恵子とともに各地で巡演。無法松を丸山定夫、吉岡良子を園井恵子、吉岡小太郎を高山象三が演じた。12月24日、苦楽座解散。

### 桜隊に再編
- 1945年1月、日本移動演劇連盟に組み込まれた苦楽座移動隊として再出発。2月から3月にかけて広島公演。しかし、3月の東京大空襲後に俳優の多くが帰郷し、丸山は演目の『獅子』（三好十郎作）で「お雪」を演じる人物を求めて旧知の女優の元を訪ね歩いたという[8]。

- 6月、広島への疎開に際して、桜隊と改称する。15人が広島に疎開し、中国地方を中心に、『獅子』、『太平洋の防波堤』（八木隆一郎作）の演目で公演活動をおこない[9]、その合間に稽古や防空壕掘り、建物疎開作業などの作業を続ける[10]。7月6日の島根県美濃郡益田町（現・益田市）での公演を皮切りに、島根・鳥取両県の8カ所で都合10回の公演をすませ、7月16日に広島に帰還した。

### 被爆
- 1945年8月6日、広島市に原爆投下。市内中心部に位置する堀川町99番地の宿舎兼事務所は全壊・焼失した。当時この宿舎にいた9人のうち、丸山・園井・高山・仲みどりの4名はからくも脱出・避難したが、俳優の森下彰子・羽原京子・島木つや子、裏方の笠絅子・小室喜代の5人は即死あるいは焼死したとみられている[注釈 2]。
- 1945年8月16日、丸山は避難先である厳島の存光寺で死去。園井と高山は、神戸市にある園井の知り合いの家に避難したが、高山が8月20日、園井は8月21日に死亡。仲は、東京の実家に避難したが、体調が悪化し8月16日に東京帝国大学付属病院に入院、都築正男教授による治療を受けるも8月24日に死亡した。これにより広島に残留していた桜隊の隊員・スタッフは全滅した。
- 1952年、徳川夢声が東京・目黒の五百羅漢寺に石碑を建立。

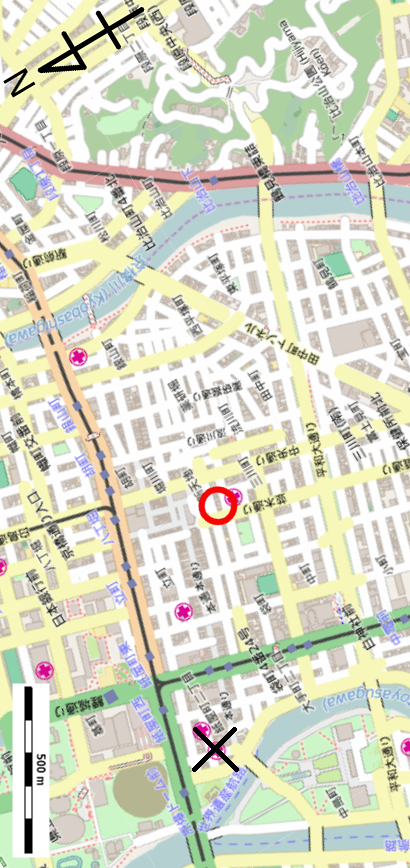
桜隊が被爆した場所を2015年現在の地図に示したもの。赤○が被爆場所、☓が爆心地、上の川が京橋川、その上が比治山。赤○の下側の道（並木通り）とその右側を縦断する大通り（平和大通り）との交差点付近に移動演劇さくら隊殉難碑が建立された。
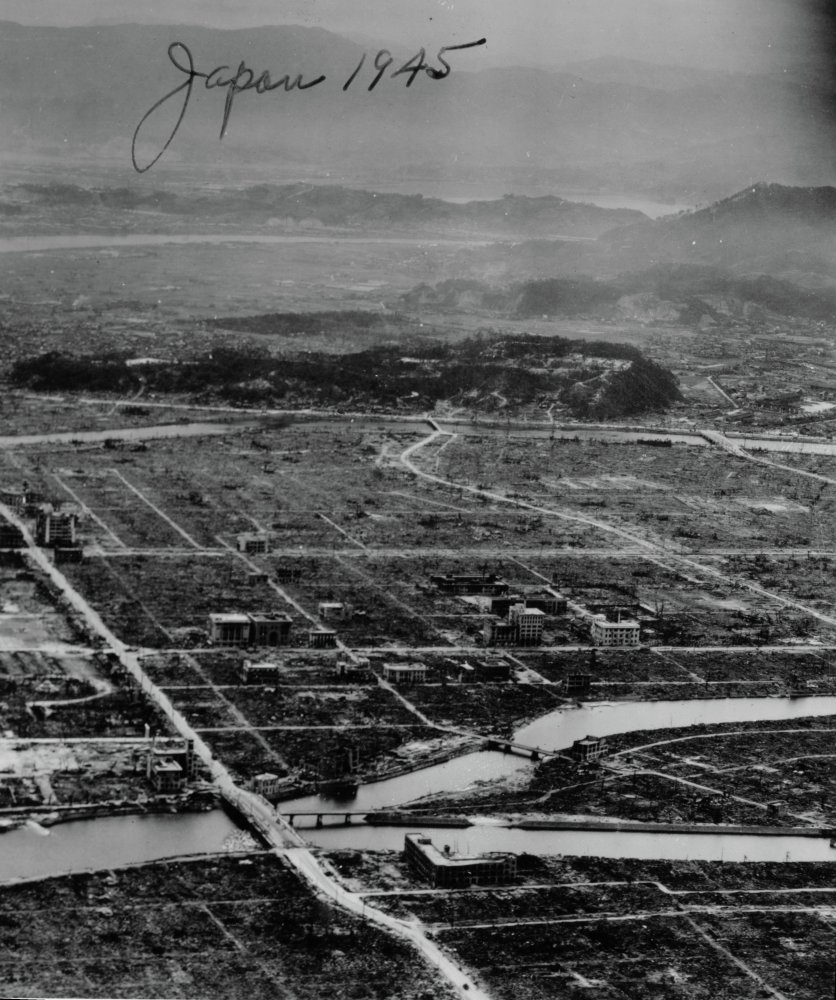
爆心地方向から東方向を望む。写真中央付近を横断する道が現在の並木通りで、そこに唯一立つ建物から一つ右側を縦断する道の突き当り向こう側の地が、宿舎があった場所。その向こうの大きな川が仲が救助された京橋川で、その向こうに園井と高山が避難した比治山がある。

## 被爆死を免れた人々
苦楽座のメンバーでも、桜隊に参加しなかった者もおり、同じ桜隊所属でも、様々な事情から被爆を免れた者がいる。利根はる恵は病気のために疎開せず東京に居残り、最年少の佐野浅夫は1945年3月に本土決戦特攻隊員として出征。多々良純は、同年6月に応召され、八田元夫はたまたま連絡のため帰京。池田生二は空襲にあった妻の沼津の実家を見舞いに行き、槙村浩吉は俳優を探すため上京。後に黒澤作品に多数出演した千石規子は、出産で広島を離れていたため、それぞれ難を逃れた。
苦楽座の結成メンバーである薄田研二、徳川夢声、藤原釜足も東京で映画の撮影などをしていて、難を逃れている。また、東宝専属俳優の久松保夫は、丸山から桜隊への参加を誘われるものの、東宝の許可が出なかったため断念。川上夏代も、桜隊の島木つや子が広島への疎開に同行する際につや子の母親からも桜隊への参加を強く勧められたが、俳優座に入るために固辞した。
桜隊の広島疎開には珊瑚座という移動劇団が同行し、広島市内の同じ宿舎を拠点にしたが、厳島出身の隊所属の女優の伝手で、7月末に厳島の寺に移動し、結果として原爆の被害を免れた。珊瑚座の乃木年雄以下のメンバーは、疎開先の存光寺を拠点に桜隊の行方を探し、寮で死亡した5名の遺骨を掘り出し、丸山定夫の発見にも尽力した。

## 桜隊を描いた作品

### 映画
- 『さくら隊散る』 - 新藤兼人監督、江津萩枝の『櫻隊全滅 ある劇団の原爆殉難記』（未來社、1980年8月）の映画化、1988年4月30日公開。
- 『海辺の映画館―キネマの玉手箱』 - 大林宣彦監督、2020年7月31日公開。

### 演劇
- 『紙屋町さくらホテル』 - 井上ひさし作、初演＝1997年10月22日〜11月12日、渡辺浩子演出。その後、再演。

### TVドキュメンタリー
- 『ハイビジョン特集 戦後60年関連 ヒロシマ・戦禍の“恋文” 女優 森下彰子の被爆』 - NHK-BSハイビジョンにて2008年に放送。

### 詩
- 近野十志夫『桜隊 人物史詩』青磁社、1988年5月[16]

### ラジオ
- 『桜隊とマリーゴールド』 - 広島FMの特別番組ラジオドラマ。副題は『広島で散った夢と恋と、私』。2019年8月11日19:00 - 20:00に放送。森下彰子と、その夫の川村禾門の手元に遺された恋文を中心にドラマ化。脚本：清水浩司、原案：堀川惠子『戦禍に生きた演劇人たち 演出家・八田元夫と「桜隊」の悲劇』講談社〈講談社文庫〉、2019年7月12日。ISBN 978-4065163436。[17] 彰子の恋と「あいみょん」の音楽とが重ねて描かれ、エンディング曲はマリーゴールド。終盤では、川村禾門が生前、妻の彰子と桜隊について語った肉声も紹介。

## 慰霊碑
- 移動演劇さくら隊殉難碑（広島市中区平和大通りの緑地帯内）

1951年、広島市新川場町に木製の「丸山定夫・園井恵子追慕の碑」建立。1955年の広島での第1回原水爆禁止世界大会で慰霊碑の建設が劇団俳優座の永田靖らによって、石碑の建立が呼びかけられ、苦楽座、桜隊の座員であった徳川夢声、八田元夫のほか山本安英らの奔走により、1959年8月、新制作座、文学座、俳優座、ぶどうの会、劇団民藝、中央芸術劇場と「演劇人戦争犠牲者記念会」の協力のもとに建立された。1985年から管理が新劇団協議会から演劇鑑賞団体「広島市民劇場」に委託される。2000年8月、広島市民劇場によって金属製の説明板が設置された。杉村春子は広島公演の際には欠かさず、宿舎入りすると真っ先に殉難碑を訪れて手を合わせたという。
- 移動劇団さくら隊原爆殉難碑（東京都目黒区・天恩山五百羅漢寺）

1952年12月8日建立。同年7月、徳川夢声が義弟・頭山秀三の通夜が営まれた際に五百羅漢寺の慈雲禅尼に話をもちかけて実現した。徳川の自宅が記念碑の建設仮事務所になっていたが、諸事情から7年ものあいだ実現をみなかったものである。「移動劇団さくら隊原爆殉難碑」の碑銘を徳川夢声が書き、背面には柳原白蓮の短歌が刻み込まれた。

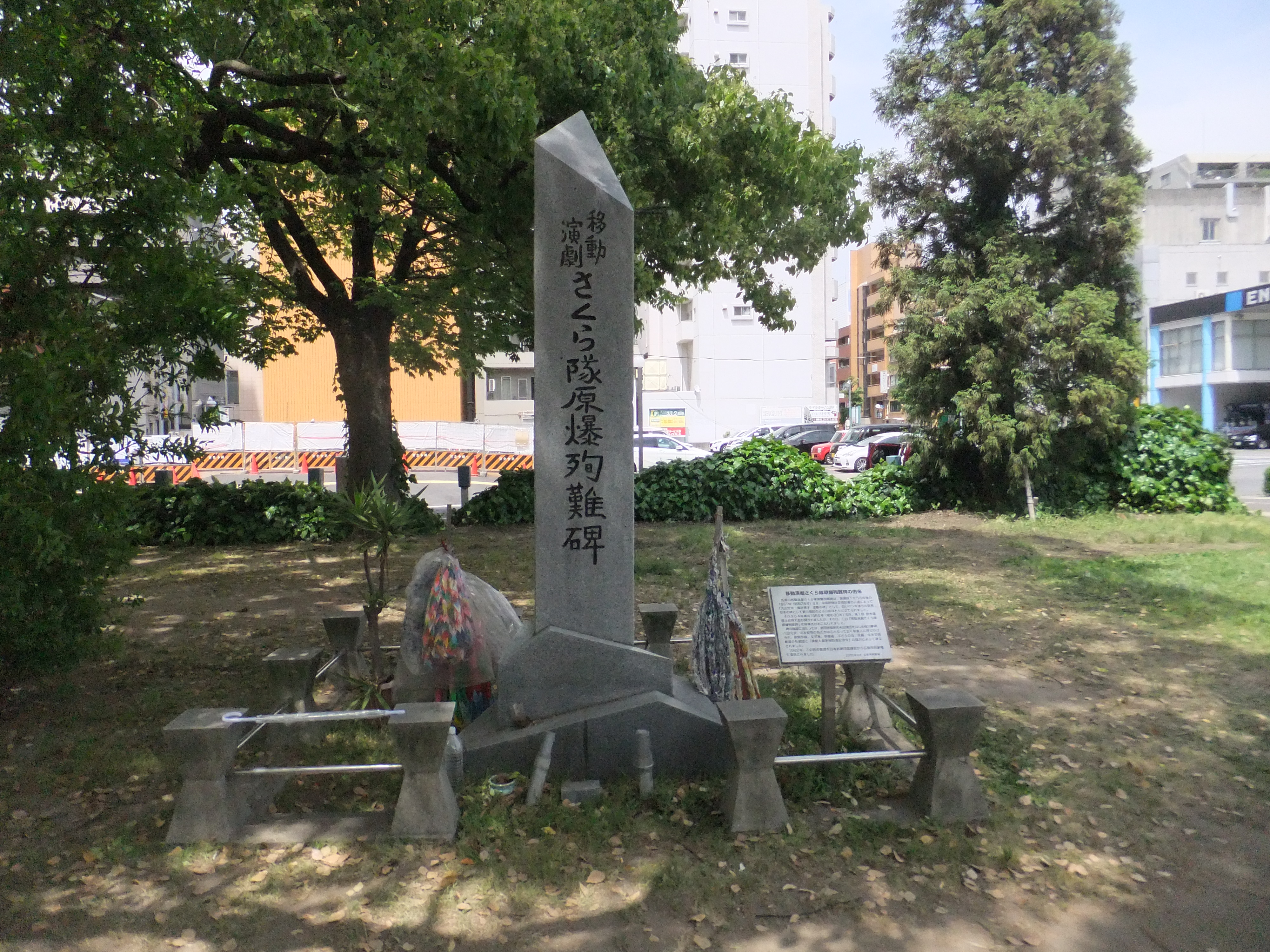
広島市の平和大通りにある「移動演劇さくら隊殉難碑」。右手の道路の奥に桜隊が被爆した堀川町がある。
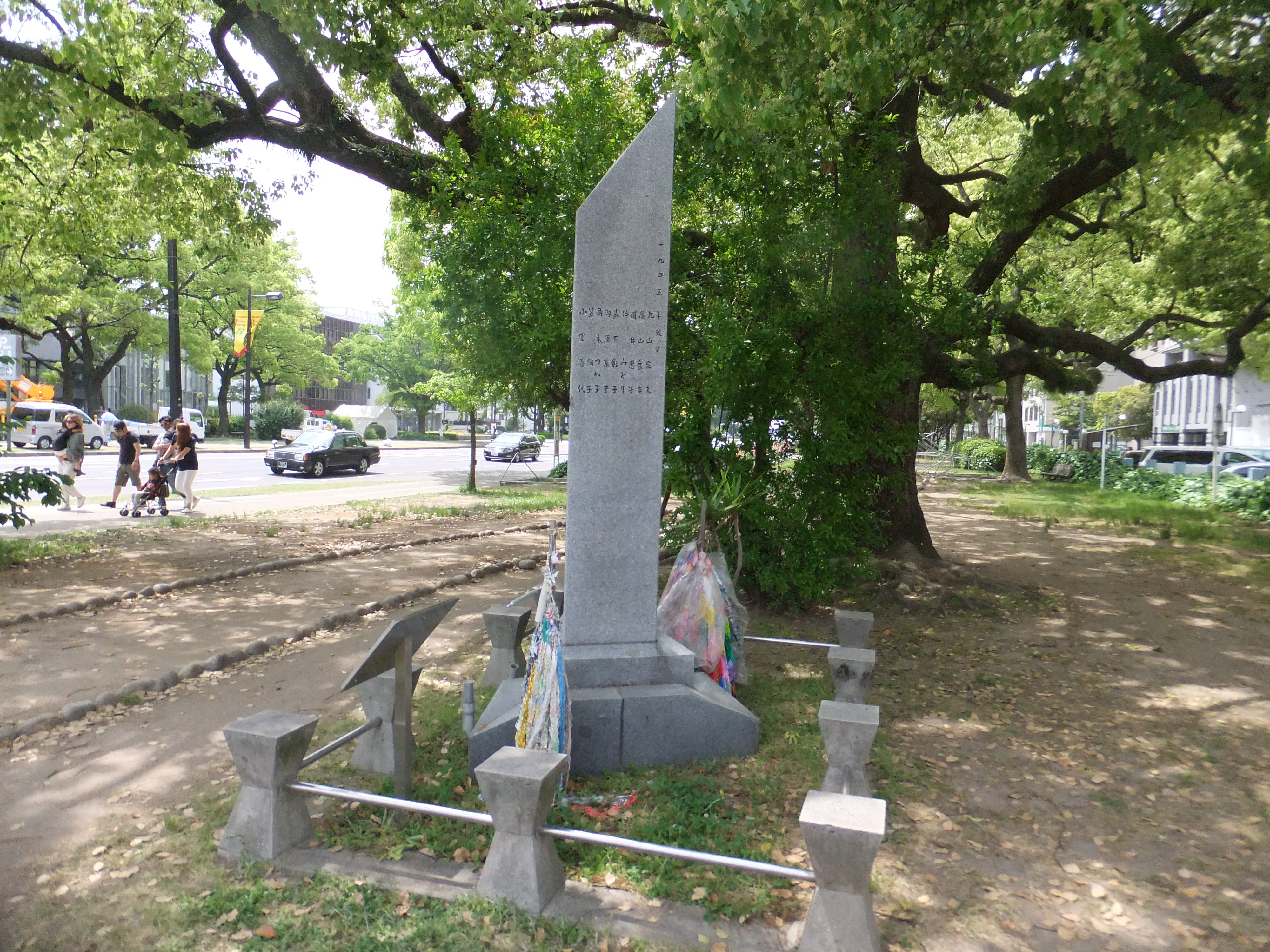
同左、殉難碑の側面。亡くなった役者の名前が刻まれている。
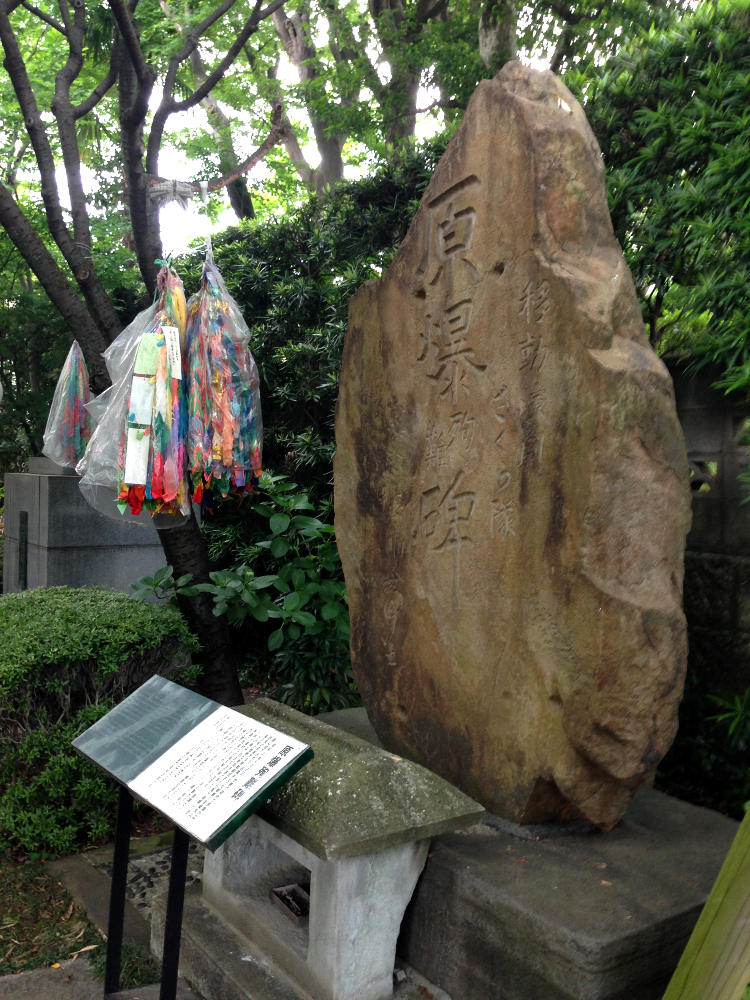
目黒・五百羅漢寺にある殉難碑。

## その後の関係者の行動
| 氏名       | 行動 |
| ---------- | --- |
| 利根はる恵 | 映画『ひろしま』、映画『さくら隊散る』に出演。 |
| 佐野浅夫   | 終戦後、憲兵の職務を拝命した時、東大病院に仲みどりが入院したとの知らせを聞き、憲兵の特権を利用し、病院にかけつけた。こうした体験談を2007年8月6日の「被爆62年 2007年 桜隊原爆殉難者追悼会」で語った。 |
| 多々良純   | 映画『原爆の子』に出演、2005年、仲みどりに関して毎日新聞の取材に答える。 |
| 八田元夫   | 「ガンマ線の臨終」（『働く婦人』27号、1949年10月1日）に園井恵子と高山の臨終の様子を書いた。1965年に『ガンマ線の臨終 ヒロシマに散った俳優の記録』（未來社）として刊行。 |
| 池田生二   | 1966年、「『苦楽座移動隊』（桜隊）日誌」を『新劇』誌7月から9月号に連載。1988年、映画『さくら隊散る』を企画。「『捨吉』に三好さんを偲ぶ 『三好十郎』展を観て」を早稲田大学図書館報『ふみくら』第15号に寄稿した。1991年8月5日、放送のNHK『現代ジャーナル 原爆とは知らず 女優・園井恵子の戦争』に証言者として出演。 |
| 槙村浩吉   | 1998年7月発行の『彷書月刊』の「特集・劇団『さくら隊』原爆忌」に「丸山定夫の最期− 『さくら隊』事務総長の日録抜書」掲載。1991年8月5日、放送のNHK『現代ジャーナル 原爆とは知らず 女優・園井恵子の戦争』に証言者として出演。                                                                                         |
| 千石規子   | 核戦争に怯える男の姿を描いた黒澤明監督の映画『生きものの記録』に出演。 |
| 薄田研二   | 映画『ひろしま』に出演。 |
| 徳川夢声   | 1952年12月8日、徳川夢声が東京都目黒区・天恩山五百羅漢寺に移動劇団さくら隊原爆殉難碑を建立。碑銘を書いた。 |
| 藤原釜足   | 桜隊原爆忌の会会長となる。 |

| 氏名     | 行動 |
| -------- | --- |
| 赤星勝美 | 元・日本移動演劇連盟職員として、映画『さくら隊散る』に出演。                                                         |
| 乃木年雄 | 戦後、桜隊と一時行動をともにした珊瑚座の元座長として「移動演劇 さくら隊原爆殉難記」を書く。                          |
| 清水善夫 | 仲みどりの診察に立ち会った医学生として、映画『さくら隊散る』に出演、2005年、仲みどりに関して毎日新聞の取材に答える。 |
| 太田怜   | 仲みどりの診察に立ち会った医学生として、映画『さくら隊散る』に出演。2005年、仲みどりに関して毎日新聞の取材に答える。 |